# ファスナー
ファスナー（英語: fastener）とは、衣類などに用いる留め具のうち、何度でも自在に開け閉めできるものである。ファスナーは英語で「しっかり留めるもの」を意味する。構造から、点、線、面のファスナーに大別される。スナップボタン、ジッパー、チャックなどとも言う。
ファスナーは基本的に男性物は左、女性物は右となっている。
工業分野において英語では、複数部材を組み合わせ接合する留め具のこともファスナーと呼び、その留めることをファスニングという。

## 点ファスナー

### 衣類用
衣類の点ファスナーは「スナップボタン」が主流である。接合する部分が、機械仕掛けになっており、伸び縮みすることによって開け嵌めできる原理である。第一次世界大戦の頃にアメリカのDOTファスナーズが開発したため「ドットボタン」とも呼ばれる。
日本ではアメリカのスコービル・ファスナー（Scovill Fasteners）が有名である。スコービルは近年まで日本で生産していたため日本国内で広く知られているが、現在は生産を中止したため、人気が高いが入手はきわめて困難である。なお、引き手に穴が空いている理由は滑りにくく開け易くするためである。

#### 機構
割ればねタイプ
ばねが割れていてその弾力性で勘合するもの。現在でも9ボルト乾電池などに使用されている
丸ばねタイプ
ばねの中にリングが入っていてその弾力性で勘合するもの。アメリカのDOTの商品が著名
2本ばねタイプ
メス部の中にばねが2本入っていてその弾力性で勘合するもの。ドイツのプリムが開発した商品
1本ばねタイプ
ばねの中にばねが1本入っていてその弾力性で勘合するもの
プラスティックタイプ
機械的な構造は発揮せず、樹脂の弾力性によって嵌合するタイプ

### 工業用留め具

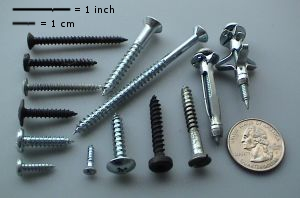
工業用留め具の例（コインは大きさの参照）

- ボルト
- ねじ
- ナット
- 釘
- リベット
- 止め輪
- 割りピン
- スナップピン
- スプリングピン

## 線ファスナー

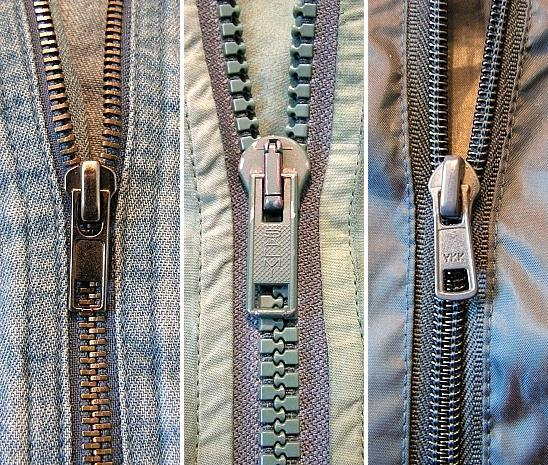
線ファスナー

線上に並んだ務歯が噛み合うことで両側を固定する。1891年、アメリカで発明された。
商標から、ジッパー、チャックとも呼ばれる。

## 面ファスナー

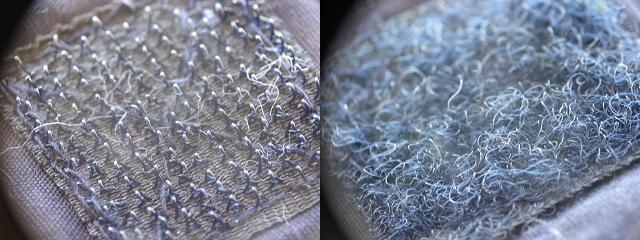
面ファスナーの両面

草の実が衣類にくっついて取れにくいことにヒントを得て、1948年にスイスで発明された。
商標から、ベルクロ、マジックテープとも呼ばれる。
ベルクロテープはスイス発祥のベルクロ社の登録商標である。日本ではクラレがベルクロのライセンス生産をしていたが、1999年にベルクロ社の国際戦略からライセンス契約を打ち切られ、クラレがベルクロを製造することができなくなった。クラレは現在、自社の商標でマジックテープとして販売をしている。